# 新漢堡 (密蘇里州)
新漢堡（英語：New Hamburg）是位於美國密蘇里州斯科特縣的普查規定居民點。

## 歷史
新漢堡的郵局於1874年設立，其後於1957年停運。

## 人口
根據2020年美國人口普查的數據，新漢堡的面積為2.33平方千米，當中陸地面積為2.30平方千米，而水域面積為0.03平方千米。當地共有人口218人，而人口密度為每平方千米93.56人。